# Christopher Lloyd
Christopher Allen Lloyd (Stamford, Connecticut, 1938. október 22. –) háromszoros Primetime Emmy-díjas amerikai színész.

## Élete és pályafutása
Tanulmányait a Neighborhood Playhouse-on végezte, New Yorkban.
1975 óta szerepel a filmvásznon. Első nagyobb alakítása Taber volt a Száll a kakukk fészkére című filmdrámában. 1978–1983 között a Taxi című szituációs komédiában Jim Ignatowski taxisofőr szerepében tűnt fel. 1984-ben fontos szerepet kapott a Star Trek III: Spock nyomában című sci-fiben. 
1985-ben a Vissza a jövőbe bogaras feltalálóját, Dr. Emmett L. Brownt játszotta. A szerepet több folytatásban is megismételte. 1988-ban a Roger nyúl a pácban című filmben volt látható. 1991-ben az Addams Family – A galád családban Fester bácsit alakította. 1999-ben a Kerge város című sorozat epizódjaiban játszott.

## Magánélete
1959–1971 között Catherine Boyd volt a felesége, majd 1975–1987 között Kay Tornborg. Harmadik házasságában Carol Vanekkel 3 évig élt együtt (1988–1991), a negyedikben pedig Jane Walker Wooddal, 1992–2005 között.

## Filmográfia

### Film
| Év   | Magyar cím                                        | Eredeti cím                                                | Szerep                                | Magyar hang       |
| ---- | ------------------------------------------------- | ---------------------------------------------------------- | ------------------------------------- | ----------------- |
| 1975 | Száll a kakukk fészkére                           | One Flew Over the Cuckoo's Nest                            | Max Taber                             | Fonyó István      |
| 1975 | Száll a kakukk fészkére                           | One Flew Over the Cuckoo's Nest                            | Max Taber                             | Rajkai Zoltán     |
| 1977 | Egy másik férfi és egy másik nő                   | Another Man, Another Chance                                | Jesse James (stáblistán nem szerepel) |                   |
| 1978 |                                                   | Three Warriors                                             | Steve Chaffey                         |                   |
| 1978 | Irány délre!                                      | Goin' South                                                | Towfield seriffhelyettes              | Trokán Péter      |
| 1979 | Butch és Sundance – A korai idők                  | Butch and Sundance: The Early Days                         | Bill Tod Carver                       |                   |
| 1979 |                                                   | The Lady in Red                                            | Frognose                              |                   |
| 1979 | Hagymaföld                                        | The Onion Field                                            | börtönügyvéd                          |                   |
| 1980 |                                                   | The Black Marble                                           | Arnold gyűjtője                       |                   |
| 1980 |                                                   | Schizoid                                                   | Gilbert                               |                   |
| 1981 | Az álarcos lovas legendája                        | The Legend of the Lone Ranger                              | Bartholomew "Butch" Cavendish őrnagy  |                   |
| 1981 | A postás mindig kétszer csenget                   | The Postman Always Rings Twice                             | Az eladó                              |                   |
| 1981 | Bolond mozi mozibolondoknak                       | National Lampoon's Movie Madness                           | Samuel Starkman                       |                   |
| 1983 | A kispapa                                         | Mr. Mom                                                    | Larry                                 | F. Nagy Zoltán    |
| 1983 | Lenni vagy nem lenni                              | To Be or Not to Be                                         | Schultz S.S. kapitány                 | Konrád Antal      |
| 1984 | Star Trek III: Spock nyomában                     | Star Trek III: The Search for Spock                        | Kruge parancsnok                      | Gruber Hugó       |
| 1984 | Nyomul a nyolcadik dimenzió                       | The Adventures of Buckaroo Banzai Across the 8th Dimension | John Bigbooté                         |                   |
| 1984 |                                                   | National Lampoon's Joy of Sex                              | Hindenberg edző                       |                   |
| 1985 | Vissza a jövőbe                                   | Back to the Future                                         | Dr. Emmett "Doki" Brown               | Rajhona Ádám      |
| 1985 | Nyom                                              | Clue                                                       | Plum professzor                       | Lux Ádám          |
| 1986 | Mi jöhet még?                                     | Miracles                                                   | Harry                                 | Pálfai Péter      |
| 1987 | Kelj fel és járj                                  | Walk Like a Man                                            | Reggie Shand / Henry Shand            | Rajhona Ádám      |
| 1987 | Kelj fel és járj                                  | Walk Like a Man                                            | Reggie Shand / Henry Shand            | Kristóf Tibor     |
| 1987 | Fehér sárkány                                     | The Legend of the White Horse                              | Jim Martin                            | Gáti Oszkár       |
| 1988 | 29-es vágány                                      | Track 29                                                   | Henry Henry                           | Reviczky Gábor    |
| 1988 | 29-es vágány                                      | Track 29                                                   | Henry Henry                           | Jakab Csaba       |
| 1988 | Roger nyúl a pácban                               | Who Framed Roger Rabbit                                    | Doom vizsgálóbíró                     | Papp János        |
| 1988 | Kiállítva                                         | Eight Men Out                                              | Bill Burns                            | Helyey László     |
| 1989 | Az álomcsapat                                     | The Dream Team                                             | Henry Sikorsky                        | Szombathy Gyula   |
| 1989 | Vissza a jövőbe II.                               | Back to the Future Part II                                 | Dr. Emmett "Doki" Brown               | Rajhona Ádám      |
| 1990 | Vissza a jövőbe III.                              | Back to the Future Part III                                | Dr. Emmett "Doki" Brown               | Rajhona Ádám      |
| 1990 | Bizánci tűz                                       | Why Me?                                                    | Bruno Daley                           | Reviczky Gábor    |
| 1990 | Bizánci tűz                                       | Why Me?                                                    | Bruno Daley                           | Rajhona Ádám      |
| 1990 | Bizánci tűz                                       | Why Me?                                                    | Bruno Daley                           | Kassai Károly     |
| 1990 | Kacsamesék: Az elveszett lámpa kincse             | DuckTales the Movie: Treasure of the Lost Lamp             | Merlock, a mágikus varázsló (hangja)  | Kristóf Tibor     |
| 1991 |                                                   | Back to the Future: The Ride (rövid videó)                 | Dr. Emmett "Doki" Brown               |                   |
| 1991 | Külvárosi kommandó                                | Suburban Commando                                          | Charlie Wilcox                        | Dunai Tamás       |
| 1991 | Addams Family – A galád család                    | The Addams Family                                          | Fester bácsi / Gordon Craven          | Balázs Péter      |
| 1993 | A húszdolláros                                    | Twenty Bucks                                               | Jimmy                                 | Szersén Gyula     |
| 1993 | Dennis, a komisz                                  | Dennis the Menace                                          | rabló                                 | Kránitz Lajos     |
| 1993 | Addams Family 2. – Egy kicsivel galádabb a család | Addams Family Values                                       | Fester Addams bácsi                   | Balázs Péter      |
| 1994 | Angyalok a pályán                                 | Angels in the Outfield                                     | Al "A Főnök" Angel                    | Papp János        |
| 1994 | Seholsincs csapat                                 | Camp Nowhere                                               | Dennis Van Welker                     | Dózsa László      |
| 1994 | Gyilkosság egyenes adásban                        | Radioland Murders                                          | Zoltan                                |                   |
| 1994 | Reszkessetek, nem hagyom magam!                   | The Pagemaster                                             | Mr. Dewey / Fantáz Ura (hangja)       | Rajhona Ádám      |
| 1995 |                                                   | Mr. Payback: An Interactive Movie (rövidfilm)              | Ed Jarvis                             |                   |
| 1995 | Leszámolás Denverben                              | Things to Do in Denver When You're Dead                    | Pieces                                | Dobránszky Zoltán |
| 1996 |                                                   | Cadillac Ranch                                             | Wood Grimes                           |                   |
| 1997 |                                                   | Changing Habits                                            | Theo Teagarden                        |                   |
| 1997 |                                                   | Dinner at Fred's                                           | Dad                                   |                   |
| 1997 | Anasztázia                                        | Anastasia                                                  | Grigoríj Raszputyin (hangja)          | Kristóf Tibor     |
| 1998 | A szőke az igazi                                  | The Real Blonde                                            | Ernst                                 | Forgács Gábor     |
| 1998 | Tom Sawyer kalandjai                              | The Animated Adventures of Tom Sawyer                      | Judge Thatcher bíró (hangja)          |                   |
| 1999 | Kedvenc marslakóm                                 | My Favorite Martian                                        | Martin bácsi                          | Rajhona Ádám      |
| 1999 | Minizsenik                                        | Baby Geniuses                                              | Heep                                  | Rajhona Ádám      |
| 1999 | Aki becsapta a halált                             | Convergence                                                | Morley Allen                          | Végvári Tamás     |
| 1999 | Ember a Holdon                                    | Man on the Moon                                            | önmaga (cameo)                        | Végh Ferenc       |
| 2001 | Kölyökvilág                                       | Kids World                                                 | Leo                                   |                   |
| 2001 |                                                   | On the Edge                                                | Bum ügyvéd                            |                   |
| 2001 |                                                   | When Good Ghouls Go Bad                                    | Fred Walker bácsi                     |                   |
| 2002 | Úttalan út                                        | Interstate 60: Episodes of the Road                        | Ray                                   | Reviczky Gábor    |
| 2002 |                                                   | Wish You Were Dead                                         | Bruce                                 |                   |
| 2002 | Hé, Arnold! – A film                              | Hey Arnold!: The Movie                                     | halottkém (hangja)                    | Végh Ferenc       |
| 2003 |                                                   | Haunted Lighthouse (rövidfilm)                             | Cap'n Jack                            |                   |
| 2004 | Testvérem versei                                  | Admissions                                                 | Stewart Worthy                        |                   |
| 2005 |                                                   | Here Comes Peter Cottontail: The Movie                     | Seymour S. Sassafras (hangja)         |                   |
| 2005 | Vén csajok klubja                                 | Bad Girls from Valley High                                 | Mr. Chauncey                          | Barbinek Péter    |
| 2005 |                                                   | Enfants Terribles                                          | Burr tiszteletes                      |                   |
| 2007 |                                                   | Flakes                                                     | Willie                                |                   |
| 2008 | Légy a Holdon                                     | Fly Me to the Moon                                         | Amos (hangja)                         |                   |
| 2008 | Cincin lovag                                      | The Tale of Despereaux                                     | Hovis (hangja)                        | Papp János        |
| 2009 |                                                   | Call of the Wild                                           | "Nagypapa" Bill Hale                  |                   |
| 2009 |                                                   | Santa Buddies                                              | Stan Cruge                            |                   |
| 2010 |                                                   | Snowmen                                                    | A gondnok                             |                   |
| 2010 | Az égig érő paszuly                               | Jack and the Beanstalk                                     | igazgató                              | Uri István        |
| 2010 | Piranha 3D                                        | Piranha 3D                                                 | Mr. Goodman                           | Reviczky Gábor    |
| 2011 | Szemenszedett boldogság                           | Love, Wedding, Marriage                                    | Dr. George                            | Izsóf Vilmos      |
| 2011 |                                                   | InSight                                                    | Shep                                  |                   |
| 2011 |                                                   | Adventures of Serial Buddies                               | Dr. Von Gearheart                     |                   |
| 2011 | Hópihe                                            | Snowflake, the White Gorilla                               | Dr. Archibald Pepper (hangja)         |                   |
| 2011 |                                                   | The Chateau Meroux                                         | Nathan                                |                   |
| 2012 |                                                   | Foodfight!                                                 | Mr. Clipboard (hangja)                |                   |
| 2012 |                                                   | Cadaver (rövidfilm)                                        | Cadaver (hangja)                      |                   |
| 2012 | Piranha 3DD                                       | Piranha 3DD                                                | Mr. Goodman                           | Reviczky Gábor    |
| 2012 |                                                   | Delhi Safari                                               | Pigeon (hangja)                       |                   |
| 2012 |                                                   | Axe Boat 2012 (rövidfilm)                                  | éjjeliőr                              |                   |
| 2012 |                                                   | The Oogieloves in the Big Balloon Adventure                | Lero Sombrero                         |                   |
| 2012 |                                                   | Mickey Matson and the Copperhead Conspiracy                | Jack nagypapa                         |                   |
| 2012 | Hajnali hullák                                    | Dead Before Dawn                                           | Horus Galloway                        |                   |
| 2012 | Buli, rehab, szerelem                             | Excuse Me for Living                                       | Lars                                  |                   |
| 2012 |                                                   | Sid the Science Kid: The Movie                             | Dr. Bonanodon (hangja)                |                   |
| 2012 |                                                   | Last Call                                                  | Pete                                  |                   |
| 2012 |                                                   | The Illusionauts                                           | professzor (hangja)                   |                   |
| 2013 |                                                   | Jungle Master                                              | Dr. Sedgwick (hangja)                 |                   |
| 2013 |                                                   | The Coin (rövidfilm)                                       | William                               |                   |
| 2014 | Hogyan rohanj a veszTEDbe                         | A Million Ways to Die in the West                          | Brown doki (cameo)                    | Reviczky Gábor    |
| 2014 | Sin City: Ölni tudnál érte                        | Sin City: A Dame to Kill For                               | Kroenig                               | Varga Tamás       |
| 2014 |                                                   | The One I Wrote for You                                    | Pop                                   |                   |
| 2015 | 88                                                | 88                                                         | Cyrus                                 |                   |
| 2015 |                                                   | Back in Time (dokumentumfilm)                              | önmaga                                |                   |
| 2015 |                                                   | Doc Brown Saves the World (rövidfilm)                      | Dr. Emmett "Doki" Brown               |                   |
| 2015 |                                                   | The Boat Builder                                           | Abner                                 |                   |
| 2016 | Nem vagyok sorozatgyilkos                         | I Am Not a Serial Killer                                   | Mr. Crowley                           |                   |
| 2016 |                                                   | Donald Trump's The Art of the Deal: The Movie              | Dr. Emmett "Doki" Brown (cameo)       |                   |
| 2016 |                                                   | Cold Moon                                                  | James Redfield                        |                   |
| 2017 | Vén rókák                                         | Going in Style                                             | Milton Kupchak                        | Szacsvay László   |
| 2017 |                                                   | Muse                                                       | Bernard Rauschen                      |                   |
| 2017 |                                                   | The Sound                                                  | Clinton Jones                         |                   |
| 2018 | Családi szívás                                    | Boundaries                                                 | Stanley                               | Reviczky Gábor    |
| 2018 |                                                   | Making a Killing                                           | Lloyd Mickey                          |                   |
| 2018 |                                                   | Rerun                                                      | George Benson                         |                   |
| 2019 |                                                   | The Haunted Swordsman (rövidfilm)                          | A fekete szerzetes (hangja)           |                   |
| 2021 | Senki                                             | Nobody                                                     | David Mansell                         | Harsányi Gábor    |
| 2021 |                                                   | Senior Moment                                              | Sal Spinelli                          |                   |
| 2021 |                                                   | Queen Bees                                                 | Arthur Lane                           |                   |
| 2021 | Iskola a pult mentén                              | The Tender Bar                                             | Moehringer nagypapa                   | Fodor Tamás       |
| 2022 |                                                   | Spirit Halloween: The Movie                                | Alec Windsor                          |                   |
| 2022 |                                                   | Tankhouse                                                  | Buford                                |                   |
| 2023 | Veszélyes önállóság                               | Self Reliance                                              | Dennis Walcott                        |                   |
| 2023 | Fodor Nándor és Gef, a beszélő mongúz             | Nandor Fodor and the Talking Mongoose                      | Dr. Harry Price                       |                   |
| 2023 | Tábori bújócska                                   | Camp Hideout                                               | Falco                                 |                   |
| 2024 |                                                   | Man and Witch: The Dance of a Thousand Steps               | alkimista                             |                   |
| 2024 |                                                   | Guns & Moses                                               | Sol Fassbinder                        |                   |
| 2025 | Senki 2.                                          | Nobody 2                                                   | David Mansell                         | Harsányi Gábor    |

### Televízió

#### Tévéfilm
| Év   | Magyar cím                                  | Eredeti cím                                                  | Szerep                   | Magyar hang    |
| ---- | ------------------------------------------- | ------------------------------------------------------------ | ------------------------ | -------------- |
| 1978 | A farmer lányai                             | Lacy and the Mississippi Queen                               | Jennings                 | Oszkay Csaba   |
| 1979 | Hét merész kaszkadőr                        | Stunt Seven a.k.a. The Fantastic Seven                       | Skip Hartman             |                |
| 1982 |                                             | Money on the Side                                            | Stampone őrmester        |                |
| 1983 |                                             | September Gun                                                | Jack Brian               |                |
| 1984 |                                             | The Cowboy and the Ballerina                                 | Woody                    |                |
| 1987 |                                             | Tales from the Hollywood Hills: Pat Hobby Teamed with Genius | Pat Hobby                |                |
| 1992 | Csontváz és Dákó                            | T Bone N Weasel                                              | William „Weasel” Weasler | Rajhona Ádám   |
| 1992 | Lángoló tenger: Az Exxon Valdez katasztrófa | Dead Ahead: The Exxon Valdez Disaster                        | Frank Iarossi            | Rajhona Ádám   |
| 1994 |                                             | In Search of Dr. Seuss                                       | Mr. Hunch                |                |
| 1995 | Kölcsöngyerek visszajár                     | Rent-a-Kid                                                   | Lawrence 'Larry' Kayvey  | Reviczky Gábor |
| 1996 |                                             | The Right to Remain Silent                                   | Johnny Benjamin          |                |
| 1997 |                                             | Quicksilver Highway                                          | Aaron Quicksilver        |                |
| 1997 | Angyalok a pályán 2.                        | Angels in the Endzone                                        | Al „Főnök” angyal        |                |
| 1998 |                                             | The Ransom of Red Chief                                      | Sam Howard               |                |
| 1999 | Alice Csodaországban                        | Alice in Wonderland                                          | A fehér lovag            | Kristóf Tibor  |
| 1999 | Csoda az égből                              | It Came from the Sky                                         | Jarvis Moody             |                |
| 2001 | Fekete angyal                               | Wit                                                          | Dr. Harvey Kelekian      | Kézdy György   |
| 2001 | A behajtó                                   | Chasing Destiny                                              | Jet James                | Barbinek Péter |
| 2001 | Soha többé halloweent!                      | When Good Ghouls Go Bad                                      | Fred Walker nagybácsi    | Rudas István   |
| 2002 | A televízió aranykora                       | The Big Time                                                 | Doc Powers               | Rajhona Ádám   |
| 2005 | Detektív                                    | Detectives                                                   | Anderson in Launderette  |                |
| 2006 | Tökéletes nap                               | A Perfect Day                                                | Michael                  | Rajhona Ádám   |
| 2012 | Csak karácsonyt ne                          | Anything But Christmas                                       | Harry                    |                |
| 2014 | Véres tó: A gyilkos orsóhalak támadása      | Blood Lake: Attack of the Killer Lampreys                    | Akerman polgármester     | Reviczky Gábor |
| 2014 | Zodiákus: Az apokalipszis jelei             | Zodiac: Signs of the Apocalypse                              | Harry Setag              |                |
| 2015 | Pont karácsonykor                           | Just in Time for Christmas                                   | Bob nagypapa             | Papp János     |
| 2021 | Következő megálló: karácsony                | Next Stop, Christmas                                         | kalauz                   |                |

#### Sorozat
| Év        | Magyar cím                                      | Eredeti cím                             | Szerep                                                   | Megjegyzések                                                |
| --------- | ----------------------------------------------- | --------------------------------------- | -------------------------------------------------------- | ----------------------------------------------------------- |
| 1976      |                                                 | The Adams Chronicles                    | I. Sándor cár                                            | minisorozat (1 epizód)                                      |
| 1978      |                                                 | The Word                                | Hans Bogardus                                            | minisorozat (4 epizód)                                      |
| 1978–1979 |                                                 | Barney Miller                           | Arnold Scully / Vincent Carew                            | 2 epizód                                                    |
| 1978–1983 | Taxi                                            | Taxi                                    | Jim Ignatowski tiszteletes                               | 84 epizód                                                   |
| 1981–1982 |                                                 | Best of the West                        | The Calico Kid                                           | 3 epizód                                                    |
| 1982      |                                                 | American Playhouse                      | Paul                                                     | 1 epizód                                                    |
| 1984      | Cheers                                          | Cheers                                  | Phillip Semenko                                          | 2 epizód                                                    |
| 1984      |                                                 | Old Friends                             | Jerry Forbes                                             | 1 epizód                                                    |
| 1985      |                                                 | Street Hawk                             | Anthony Corrido                                          | 1 epizód                                                    |
| 1986      |                                                 | Amazing Stories                         | Beanes professzor                                        | 1 epizód                                                    |
| 1990      |                                                 | The Earth Day Special                   | Dr. Emmett „Doc” Brown                                   | különkiadás                                                 |
| 1991–1992 |                                                 | Back to the Future: The Animated Series | Dr. Emmett „Doc” Brown                                   | 26 epizód                                                   |
| 1992      | Váratlan utazás                                 | Road to Avonlea                         | Alistair Dimple                                          | 1 epizód                                                    |
| 1995      | Bukott angyalok (Tökéletes bűntények)           | Fallen Angels                           | magánnyomozó                                             | - 1 epizód - magyar hangja: - Szakácsi Sándor               |
| 1995–1996 |                                                 | Deadly Games                            | Sebastian Jackal / Jordan Kenneth Lloyd                  | 13 epizód                                                   |
| 1999      | Kerge város                                     | Spin City                               | Owen Kingston                                            | 1 epizód                                                    |
| 2001      |                                                 | The Tick                                | Mr. Fishladder                                           | 1 epizód                                                    |
| 2002–2023 | Cyberchase, avagy kalandozások a cyber világban | Cyberchase                              | Hacker (hangja)                                          | 134 epizód                                                  |
| 2002      | Már megint Malcolm                              | Malcolm in the Middle                   | Walter                                                   | 1 epizód                                                    |
| 2003      | Ed                                              | Ed                                      | Burt Kiffle                                              | 1 epizód                                                    |
| 2003      | Tremors – Ahová lépek ott mindig szörny terem   | Tremors                                 | Dr. Cletus Poffenberger                                  | 3 epizód                                                    |
| 2004      | Billy és Mandy kalandjai a Kaszással            | The Grim Adventures of Billy & Mandy    | Snail (hangja)                                           | 1 epizód                                                    |
| 2004      |                                                 | I Dream                                 | Toone professzor                                         | 13 epizód                                                   |
| 2004–2005 |                                                 | Clubhouse                               | Lou Russo                                                | 11 epizód                                                   |
| 2005      | Az elnök emberei                                | The West Wing                           | Lawrence Lessig professzor                               | 1 epizód                                                    |
| 2005      | Texas királyai                                  | King of the Hill                        | Smitty (hangja)                                          | 1 epizód                                                    |
| 2005–2006 | Felpolcolva                                     | Stacked                                 | Harold March                                             | 19 epizód                                                   |
| 2006      | A horror mesterei                               | Masters of Horror                       | Everett Neely                                            | 1 epizód                                                    |
| 2007      | Gyilkos számok                                  | Numbers                                 | Ross Moore                                               | 1 epizód                                                    |
| 2008      |                                                 | Live from Lincoln Center                | Pellinore király                                         | 1 epizód                                                    |
| 2008      | Esküdt ellenségek: Bűnös szándék                | Law & Order: Criminal Intent            | Carmine                                                  | 1 epizód                                                    |
| 2009      | Meteor                                          | Meteor                                  | Daniel Lehman professzor                                 | - minisorozat (2 epizód) - magyar hangja: - Versényi László |
| 2009      |                                                 | Knights of Bloodsteel                   | Tesselink                                                | minisorozat (2 epizód)                                      |
| 2010      | Chuck                                           | Chuck                                   | Dr. Leo Dreyfus                                          | 1 epizód                                                    |
| 2011      | A rejtély                                       | Fringe                                  | Roscoe Joyce                                             | 1 epizód                                                    |
| 2011–2013 | Robotcsirke                                     | Robot Chicken                           | Dr. Emmett „Doc” Brown / Early Hacker / Schlomo (hangja) | 2 epizód                                                    |
| 2012      | Óz boszorkányai                                 | Dorothy and the Witches of Oz           | Óz, a nagy varázsló                                      | minisorozat (2 epizód)                                      |
| 2012      |                                                 | R.L. Stine's The Haunting Hour          | nagyapa                                                  | 1 epizód                                                    |
| 2013      | Nevelésből elégséges                            | Raising Hope                            | Dennis Powers                                            | 1 epizód                                                    |
| 2013      | Psych – Dilis detektívek                        | Psych                                   | Martin Kahn                                              | 1 epizód                                                    |
| 2014      |                                                 | The Michael J. Fox Show                 | McTavish igazgató                                        | 1 epizód                                                    |
| 2014      | Túl a kerítésen                                 | Over the Garden Wall                    | Favágó (hangja)                                          | 4 epizód                                                    |
| 2014–2015 |                                                 | Granite Flats                           | Hargraves professzor                                     | 12 epizód                                                   |
| 2015      | A Simpson család                                | The Simpsons                            | Jim Ignatowski tiszteletes (hangja)                      | 1 epizód                                                    |
| 2016      | Agymenők                                        | The Big Bang Theory                     | Theodore                                                 | 1 epizód                                                    |
| 2017–2018 | 12 majom                                        | 12 Monkeys                              | A Misszionárius / Zalmon Shaw                            | 3 epizód                                                    |
| 2018      | Roseanne                                        | Roseanne                                | Lou                                                      | 1 epizód                                                    |
| 2018      |                                                 | Guess Who Died                          | Mort                                                     | próbaepizód                                                 |
| 2019      |                                                 | A.P. Bio                                | Melvin                                                   | 1 epizód                                                    |
| 2019      | Green család a nagyvárosban                     | Big City Greens                         | Santa Claus (hangja)                                     | 1 epizód                                                    |
| 2020      |                                                 | Prop Culture                            | önmaga                                                   | 1 epizód                                                    |
| 2020      | NCIS                                            | NCIS                                    | Joe Smith                                                | 1 epizód                                                    |
| 2022      |                                                 | The Conners                             | Lou                                                      | 1 epizód                                                    |
| 2023      | A Mandalóri                                     | The Mandalorian                         | Helgait megbízott                                        | - 1 epizód - magyar hangja:[forrás?] - Fodor Tamás          |
| 2023      |                                                 | A Million Little Things                 | önmaga                                                   | 1 epizód                                                    |
| 2024      | Knuckles                                        | Knuckles                                | Pachacamac nagyfőnök (hangja)                            | - 2 epizód - magyar hangja: - Borbiczki Ferenc              |
| 2024      | Hacks – A pénz beszél                           | Hacks                                   | Larry Arbuckle                                           | 1 epizód                                                    |
| 2025      |                                                 | Everybody's Live with John Mulaney      | Willy Loman / önmaga                                     | 1 epizód                                                    |
| 2025      | Wednesday                                       | Wednesday                               | Orloff professzor                                        | - 2 epizód - magyar hangja:[forrás?] - Harsányi Gábor       |

### Videójátékok
| Év        | Cím                                         | Szerep                          | Megjegyzések                                                                       |
| --------- | ------------------------------------------- | ------------------------------- | ---------------------------------------------------------------------------------- |
| 1994      | Rescue the Scientists                       | Jack Tempus hadnagy (hangja)    | külső megjelenés                                                                   |
| 1996      | Toonstruck                                  | Drew Blanc (hangja)             | külső megjelenés és élőszereplős jelenetek (animált mesevilág játszható karaktere) |
| 2006      | Back to the Future Video Slots              | Dr. Emmett "Doc" Brown (hangja) |                                                                                    |
| 2010–2011 | Back to the Future: The Game                | Dr. Emmett "Doc" Brown (hangja) |                                                                                    |
| 2013      | Back to the Future Back in Time Video Slots | Dr. Emmett "Doc" Brown (hangja) |                                                                                    |
| 2015      | Lego Dimensions                             | Dr. Emmett "Doc" Brown (hangja) |                                                                                    |
| 2015      | King's Quest                                | Graham király (hangja)          |                                                                                    |
| 2020      | Kingdom Hearts III Re:Mind                  | Xehanort (hangja)               |                                                                                    |
| 2020      | Kingdom Hearts: Melody of Memory            | Xehanort (hangja)               |                                                                                    |

## Fordítás
- Ez a szócikk részben vagy egészben  a   Christopher Lloyd című angol Wikipédia-szócikk fordításán alapul.  Az eredeti cikk szerkesztőit annak laptörténete sorolja fel. Ez a jelzés csupán a megfogalmazás eredetét és a szerzői jogokat jelzi, nem szolgál a cikkben szereplő információk forrásmegjelöléseként.